# Баранова, Сарра Леонтьевна
Сарра Леонтьевна Баранова (1 ноября 1930, Сендимиркино, Вурнарский район, Чувашская АССР — 10 декабря 2014, Чебоксары, Чувашская Республика) — советская чувашская поэтесса и переводчица.

## Биография
В 1947 году Сарра, окончив сельскую семилетку, училась в Вурнарском зооветтехникуме. Затем поступила в Чувашский сельхозинститут, но не окончила учёбу.
В Ишлейском районе работала зоотехником, в качестве корректора трудилась в Чувашском книжном издательстве. Параллельно училась в Университете культуры при Чувашском обкоме КПСС.
С 1992 года в Чувашском писательском союзе. Лауреат Всечувашской национальной премии имени Эмине (1992 год). В 1995 году присвоено звание заслуженного деятеля культуры Чувашской республики.
За выдающиеся достижения в литературе награждена Почётными грамотами журнала «Капкӑн» и Союза писателей Чувашии, четырьмя медалями.

## Творческие работы
Первые шаги в литературе совершила в 1949 году. Печатала свои рассказы, стихи, новеллы в чувашских периодических изданиях.
Публиковавшиеся книги:
1. «Шухăшлама вăхăт пур» (Есть время подумать, сборник рассказов, 1981);
2. «Вĕренĕн те вĕçĕ пур» (сборник рассказов, 1985);
3. «Йăлăну саманчĕ» (Время мольбы, стихи, 1992);
4. «Сар автан» (Красный петух, сказка в стихах, 1995);
5. «Çӳл тӳпере çич çăлтăр» (В небе высоком семь звёзд, сборник стихов, 1996);
6. «Телей валеçетĕп» (Раздаю счастье, юмористические рассказы, 1997);
7. «Çутă ĕмĕт» (Светлая мечта, 1998).

Переводила на чувашский язык:
- «Ревматизм» А. Нестерова (1965);
- «Гипертони чирĕ» А. Каржеля (1966).

На её стихи сложены более 40 песен.